# Leonard Howell
Leonard Percival Howell (1898. június 16.  – 1981. február 12.)  a rasztafári vallási mozgalom alapítója. 
1933-ban Hailé Szelasszié etióp császárrá koronázásáról  kezdett tanítani, mely az afrikai diaszpóra számára – szerinte – szimbolikus ómenként (intő jelként) értelmezhető. 
Tanításaiban azt bizonygatta, hogy Hailé Szelasszié a „földre visszatért messiás”.
Bár ennek eredményeként letartóztatták, lázítás vádjával törvény elé állították és két évi börtönbüntetésre ítélték, a rasztafári  mozgalom egyre csak nőtt.
Az elkövetkezendő években Jamaica szinte minden hivatalos szervével összeütközésbe került: a parasztokkal, a szakszervezetekkel,  az egyházakkal, a rendőrséggel és a gyarmati hatóságokkal is. Ennek ellenére mozgalma virágzásnak indult és ma a rasztafári vallás széles e világon elterjedt.
Világutazó volt, utazásai során számos afrikai nyelvvel megismerkedett. Amikor az Egyesült Államokban járt, égbekiáltó igazságtalanságokkal találta szemben magát. 1932-ben visszatért  Jamaicába.
Nevéhez fűződik a rasztafarianizmus hat alapelve is:
- A gonoszok iránti gyűlölet
- A fekete faj felsőbbrendűsége
- A gonoszok bűneinek megbosszulása
- A jamaicai kormány és a jogi testületek elutasítása, üldözése és megalázása
- Előkészület az Afrikába való visszatérésre
- Hailé Szelasszié császár elfogadása Legfelsőbb Lénynek és a fekete nép egyetlen vezetőjének